# Cecalyphum fertile
Cecalyphum fertile là một loài rêu trong họ Dicranaceae. Loài này được P. Beauv. mô tả khoa học đầu tiên năm 1822.